# Philenora hypopolius
Philenora hypopolius är en fjärilsart som beskrevs av Rothschild 1916. Philenora hypopolius ingår i släktet Philenora och familjen björnspinnare. Inga underarter finns listade i Catalogue of Life.